# Cessna 187
Cessna 187 var en prototyp till ett högvingat monoplan från Cessna i helmetallkonstruktion med höjdrodret monterat ovanpå den vertikala fenan i en så kallad T-konfiguration. Den var avsedd att ersätta Cessna 182, och liknade Cessna 177. Endast en flygande prototyp byggdes innan projektet lades ner.